# Thomas B. L. Webster
Pour les articles homonymes, voir Webster et Thomas Webster.
Thomas Bertram Lonsdale Webster (3 juillet 1905 — 31 mai 1974) est un archéologue anglais connu pour son étude de la comédie grecque antique.

## Biographie
Durant la Première Guerre mondiale il étudie à Charterhouse. En tant qu'étudiant à l'Université d'Oxford, il étudie d'abord les vases grecs qu'a ramené John Beazley puis change pour Ménandre et un intérêt qu'il conserve toute sa vie pour la Comédie grecque. Cela l'amène à « reconstruire le texte de pièces de théâtre perdues… à recueillir des sources disparates sur l'histoire du théâtre grec. »
En 1931 il prend la suite de William Moir Calder (1880–1960) comme Hulme professor of greek à l'Université de Manchester, poste qu'il occupe jusqu'en 1948 année où Henry Westlake (1906–1992) le remplace. Il occupe ensuite la chaire de grec à l'University College London de 1948 à 1968 et crée en 1953 l'Institute of Classical Studies (en). Durant la Seconde Guerre mondiale il est officier dans le renseignement militaire. Après la mort de sa femme en 1967 il devient professeur d'études classiques émérite à l'Université Stanford.

## Publications et ouvrages
- (en) A.S.Owen and T.B.L. Webster, Excerpta ex antiquis scriptoribus quae ad Forum Romanum spectant / comparaverunt, Clarendon Press, 1930
- (en) T.B.L. Webster, An introduction to Sophocles, Clarendon Press, 1936
- (en) T.B.L. Webster, Greek art and literature 530-400 B.C., Clarendon Press, 1939
- (en) T.B.L. Webster, Greek terracottas, Penguin Books, 1950
- (en) T.B.L. Webster, Studies in Menander, Manchester University Press, 1950
- (en) T.B.L. Webster, Studies in later greek comedy, Manchester University Press, 1953
- (en) T.B.L. Webster, Greek theatre production, Methuen Publishing, 1956
- (en) T.B.L. Webster, Art and literature in fourth century Athens, Athlone Press (en), 1956
- (en) T.B.L. Webster, From Mycenae to Homer. A study in early Greek literature and art, Methuen Publishing, 1958
- (en) T.B.L. Webster, Greek art and literature 700-530 BC. The beginnings of modern civilization, Methuen Publishing, 1959
- (en) T.B.L. Webster, The birth of modern comedy of manners, Griffin Press, Adélaïde, 1959
- (en) T.B.L. Webster, Monuments illustrating old and middle comedy, Bull.Suppl., Institute of Classical Studies (en), 1960
- (en) T.B.L. Webster, Monuments illustrating new comedy, Bull.Suppl., Institute of Classical Studies (en), 1961
- (en) T.B.L. Webster, Monuments illustrating tragedy and satyr play, Bull.Suppl., Institute of Classical Studies (en), 1962
- (en) T.B.L. Webster, Hellenistic poetry and art, Methuen Publishing, 1964
- (en) T.B.L. Webster, The art of Greede. The age of hellenism, Crown Publishing (en), 1966
- (en) T.B.L. Webster, The tragedies of Euripides, Methuen Publishing, 1967
- (en) T.B.L. Webster (Illustrated by Eva Wilson), Everyday life in classical Athens, B.T. Batsford, 1969
- (en) T.B.L. Webster, The Greek chorus, Methuen Publishing, 1970
- (en) T.B.L. Webster, Philoctetes/Sophocles, Cambridge University Press, 1970
- (en) Arthur Dale Trendall and T.B.L. Webster, Illustrations of Grek drama, Éditions Phaidon, 1971
- (en) T.B.L. Webster, Potter and patron in classical Athens, Methuen Publishing, 1972
- (en) T.B.L. Webster, Athenian culture and society, University of California Press, Berkeley, 1973

## Récompenses et honneurs
- Président de la Joint Association of Classical Teachers
- Président de l'Hellenic Society and the Classical Association
- Docteur honoraire en lettres à l'Université de Manchester en 1966 (aussi à Dublin)
- Membre de la Royal Academy and the Society of Antiquaries

## Source
- (en) Cet article est partiellement ou en totalité issu de l’article de Wikipédia en anglais intitulé « Thomas B. L. Webster » (voir la liste des auteurs).